# Vana-Vigala
Vana-Vigala – wieś w Estonii, w prowincji Rapla, w gminie Vigala.